# Carlo Grante
Œuvres principales
Sonates de Domenico Scarlatti (intégrale en cours)
Hommage à Debussy
Carlo Grante (né à L'Aquila en 1960) est un pianiste classique italien.

## Biographie
Diplômé en piano et composition du Conservatorio Santa Cecilia de Rome avec Sergio Perticaroli (it) et Claudio Perugini, Carlo Grante étudie ensuite aux États-Unis avec Ivan Davis (en), à l'Université de Miami et avec Rudolf Firkusny à la Juilliard School de New York. Puis il déménage à Londres, où il étudie de manière intensive avec Aliza Kezeradze.
Carlo Grante est l’un des pianistes les plus actifs dans le domaine de l’enregistrement et son répertoire de concerts contribue également  à l’appréciation d’œuvres moins connues. Sa discographie compte actuellement plus de cinquante albums,, allant de Domenico Scarlatti — l'enregistrement complet des sonates en cours à Vienne constitue un projet mené sous le patronage de Bösendorfer, Paul et Eva Badura-Skoda — Platti, Clementi, Liszt et Schumann, aux compositeurs du XXe siècle tels que Godowsky, Busoni et Sorabji. Ses productions discographiques comprennent également des œuvres de Vlad (Opus Triplex) et Finnissy (Bachsche Nachdichtungen) qui lui sont dédiées et inspirées par Bach et Busoni, les deux concertos pour piano et orchestre de Franz Schmidt avec le Radio Orchestra de Leipzig (MDR Leipzig) dirigé par Fabio Luisi, un Hommage à Debussy, trois concertos pour piano et orchestre de Mozart avec l'Orchestre de l'Académie nationale Sainte-Cécile à Rome dirigé par B. Sieberer, le concerto de Busoni, enregistré à Vienne avec l'Orchestre symphonique de Vienne de Fabio Luisi, les trois sonates de Schumann (enregistrées dans la Sala Santa Cecilia du Parco della Musica de Rome), ainsi que des œuvres de Rachmaninov, Flynn et Bloch.
Il joue dans des salles de concert prestigieuses : le Grosser Saal du Konzerthaus et Goldener Saal du Musikverein à Vienne, le Wigmore Hall et le Barbican Hall à Londres, au Parco della Sala Musique Santa Cecilia à Rome, Leipzig Gewandhaus, Dresden Semperoper, Opéra, Stuttgart, à New York, Chicago, Milan, Moscou, Hong Kong, Singapour, Hanoï, Zagreb, Bucarest, Lima, Rio de Janeiro, le Festival de Vienne, Istanbul, Husum, Newport, "Festival de Neuhaus" à Saratov, Miami, Tallinn, Ravello, MDR Musiksommer, etc., avec de grands orchestres, tels que Dresden Staatskapelle, Royal Philharmonic à Londres, Vienne Symphony, Orchestre de Sainte-Cécile, Pomeriggi Musicali de Milan, Orchestre de Radio-TV à Zagreb Radio Orchestra of Leipzig (MDR), Capella Istropolitana de Bratislava, Orchestre de chambre de l'Europe, etc. Grante rédige également des articles scientifiques sur la recherche en méthodologie et en littérature pianistique.
En 1995, au Festival de musique de Newport, Carlo Grante présente en première mondiale les 53 études sur les études de Chopin de Godowsky. En 1996, à l’occasion de deux récitals au Wigmore Hall de Londres, le critique de Musical Opinion écrit : « Les disques de Grante avaient montré des qualités étonnantes […] ses performances en direct ont ensuite prouvé qu’il était le premier pianiste de haut niveau suggéré par ses disques. »
En 1997, il donne une série de 6 récitals à New York. Il se produit à nouveau au Newport Music Festival en 2011 et 2012.